# Радич, Деян
Де́ян Ра́дич (серб. Дејан Радић / Dejan Radić; род. 8 июля 1980, СФРЮ) — сербский футболист, вратарь.

## Карьера
Футбольную карьеру начал в молодёжном составе клуба «Рад». В 2000 году был привлечён в основной состав. В сезоне 2003/04 был отдан полугодичную аренду клубу «Раднички». В январе 2004 года перешёл в клуб «Алания», за который провёл 26 матчей.
Летом 2005 года вернулся в Сербию, где в течение полутора лет выступал за клуб «Войводина». В январе 2007 года перешёл в «Спартак-Нальчик», за который провёл 43 матча за 3 сезона. В январе 2010 года подписал двухлетний контракт с клубом «Ростов». В матче 6-го тура чемпионата России 2011/12 против клуба «Терек», в столкновении с форвардом «Терека» Зауром Садаевым, получил тяжёлую травму — разрыв почки. В результате операции врачи удалили Радичу одну почку. В конце мая приступил к лёгким тренировкам.
На 2012 год решение о возобновлении карьеры профессионального футболиста принято не было, и Деян Радич остался вне заявки на чемпионат России 2012/13.
Летом 2012 года вошёл в структуру клуба «Ростов» В его обязанностях были просмотр и подбор новых футболистов, работа с болельщиками команды «Ростов». По состоянию на 2018 год — футбольный агент.

## Личная жизнь
Радич женат. Супруга Деяна родом из Инджии, пригорода Белграда. Там в 1998 году он с ней познакомился. В семье три сына (Александар, Урош, Драго) и дочь Мария.